# Joseph Leonhard Knoll
Joseph Leonhard Knoll (* 6. November 1775 in Grulich, Königgrätzer Kreis; † 27. Dezember 1841 in Wien) war ein böhmischer Historiker und Schriftsteller. Er lehrte als Professor der Welt- bzw. Universalgeschichte an den Universitäten Krakau (1806–1809), Olmütz (1810–1832), Prag (1832–1838) und Wien (1838–1841).

## Leben
Johann Leonhard Knoll wurde als Sohn eines Lehrers geboren, der ihm den ersten Unterricht erteilte. Danach besuchte er die Hauptschule in Schönberg und von 1790 bis 1794 das Gymnasium in Leitomischl. Anschließend studierte er bis 1797 Philosophie an der Universität Wien, wo er Haus des Franz von Zeiller verkehrte, bei dem die Persönlichkeiten des Wiener Lehrkörpers häufig zusammentrafen. Während des Philosophiestudiums beschäftigte er sich auch mit der tschechischen, italienischen und französischen Sprache. Nach Abschluss der philosophischen Studien begann er ein Studium der Medizin, das er schon nach kurzer Zeit wieder aufgab. Unter dem Einfluss von Franz von Zeiller wandte er sich einem vierjährigen Studium der Rechtswissenschaften zu, das er 1802 beendete. Anschließend unterzog er sich dem Concours für die Lehrkanzel der Geschichte an der Jagiellonen-Universität in Krakau und erhielt 1806 dort die Professur der Universalgeschichte. Daneben hielt er Vorlesungen der Gräzistik. Als Krakau in das von Napoleon Bonaparte errichtete Herzogtum Warschau integriert wurde, reiste Joseph Leonhard Knoll gemeinsam mit seiner Ehefrau, die bei dieser Reise ihren gemeinsamen Sohn bekam und kurz darauf verstarb, nach Wien.
Im November 1810 wurde er Professor der Weltgeschichte am Lyzeum in Olmütz; ab 1815 verwaltete er das Rektorat des Lyzeums, wo er ab  1816 Vorlesungen in Österreichischer Geschichte und ab 1825 an Historische Hilfswissenschaften hielt sowie Vorträge aus der Klassischen Philologie und Ästhetik. In Olmütz gründete er die Olmützer Dichterschule.
Als das Olmützer Lyzeum 1827 zur Universität erhoben wurde, erhielt er die philosophische Doktorwürde; 1831 wurde er der erste Dekan seiner Fakultät. Nachdem der bisherige Direktor der philosophischen Studien, Ferdinand Maria Chotek von Chotkow, zum Bischof des Bistums Tarnów in Galizien ernannt wurde, erhielt Joseph Leonhard Knoll die Leitung dieser Studienabteilung.
1832 wurde er als Professor der Universalgeschichte an die Karls-Universität Prag berufen, deren Rektor er 1836 wurde. 1838 wechselte er an die Universität Wien, wo er Allgemeinen Welt- und Österreichische Geschichte lehrte.
Joseph Leonhard Knoll war verheiratet und hatte den Sohn Albert Knoll (* unbekannt; † Dezember 1843 in Wien), Doktor der Medizin in Wien.

## Mitgliedschaften
- Mitglied der Königlichen böhmischen Gesellschaft der Wissenschaften.

## Schriften (Auswahl)
- Thuiskan oder das Lied der Weihe. Brünn 1816.
- Die deutschen Adler in Joseph von Hormayrs Archiv für Geschichte. 1817.
- Die Schulen der Weisheit in Joseph von Hormayrs Archiv für Geschichte. 1817.
- Mittelpuncte der Geschichtsforschung und Geschichtschreibung in Böhmen und Mähren. Olmütz 1821.
- Blüten der Dichtkunst. Manuskript der Universitätsbibliothek Wien, 1825.
- De imperatoris Caroli IV in perpoliendum gentis Bohemorum ingenium meritis. 1833.
- Der Gürtel der Erde in Joseph von Hormayrs Taschenbuch für die vaterländische Geschichte. 1847.
- Das Lied an die drei Freunde in Taschenbuch für die vaterländische Geschichte. 1847.